# Gran pistau
Il gran pistau ("grano pestato" in dialetto ligure) è una ricetta tradizionale di Pigna e di Buggio.
Il grano in chicchi, ancora coperti dalla pula vengono messi un mortaio, e battuti fino a che la maggior parte dei chicchi ha perso la copertura esterna.
Vengono poi cotti con aromi, cotiche e/o lardo e infine serviti con soffritto di porri, abbondante Parmigiano Reggiano o Grana Padano grattugiato e olio di olive taggiasche .